# Arabische Frauenliteratur
Die arabische Frauenliteratur bezieht sich auf literarische Werke, die von Frauen mit arabischem Hintergrund geschrieben wurden. Da die arabische Welt sich über einen überstaatlichen Sprach- und Kulturraum ausweitet, ist die arabische Frauenliteratur unabhängig davon, in welcher Sprache sie verfasst ist, welche Themen sie behandelt und aus welchem Kulturraum die Autorinnen stammen.
Alle Werke, die von Autorinnen aus den 22 Staaten der Arabischen Liga stammen, zählen zur der Arabischen Frauenliteratur. Sie können auf Hocharabisch, in arabischen Dialekten oder andere Sprachen wie Französisch, Englisch oder Deutsch geschrieben werden. Besonders im Maghreb (arabische Westen) ist Französisch durch die koloniale Vergangenheit weit verbreitet.

## Herausforderungen
Autorinnen aus der arabischen Welt stehen oft vor größeren Herausforderungen als ihre männlichen Kollegen.
Arabische Frauenliteratur wird stark von patriarchalen Traditionen, Bildungsungleichheit, Zensur und fehlender institutioneller Förderung geprägt. Autorinnen müssen oft gegen gesellschaftliche Vorurteile kämpfen, die das Schreiben von Frauen als unpassend oder rebellisch ansehen. So wird Kreativität und intellektuelle Produktion traditionell eher Männern zugeschrieben. Diese Skepsis gegenüber weiblichen Autorinnen reicht sowohl in der Familie als auch in der Öffentlichkeit, wo Frauenliteratur oft als weniger wertvoll betrachtet wird.
Gleichzeitig schränken die hohe Analphabetinnenrate und die geringe Förderung durch die Staaten die Literarische Produktion der Frauen ein. Zusätzlich erschweren staatliche und islamische Zensur die literarische Freiheit.

## Entwicklung
Trotz zahlreicher Hürden hat sich die arabische Frauenliteratur sich über die Jahrhunderte hinweg kontinuierlich entwickelt und einen bedeutenden Einfluss auf die arabische Literatur insgesamt ausgeübt.
Im Vergleich zu männlichen Autoren des Mittelalters ist die literarische Präsenz von Frauen bis auf einzelne Namen wie al-Chansā‘ (575–645/6) und Wallada bint al-Mustakfi (994–1091) gering.
Erst mit der ersten Frauenbewegung Ende des 19. Jahrhunderts entstanden neue literarische Impulse, vor allem in Ägypten, Syrien und dem Libanon von z. B. der Libanesin  Warda al-Yaziji (1838–1924) und der Ägypterin Ayşe İsmet Teymûr (1840–1902). Ab den 1880er Jahren traten mehr weibliche Stimmen in Erscheinung, unterstützt durch Frauenvereine, literarische Salons und die Veröffentlichung von Frauenzeitschriften. Die neue Form des Romans wurde zunehmend von Frauen genutzt.
Zwischen 1920 und 1950 setzte sich der feministische Aktivismus für die Gleichstellung der Geschlechter ein und forderte gleiche politische, soziale und wirtschaftliche Rechte für Frauen ein. Im 20. und 21. Jahrhundert erlangten weibliche Schriftstellerinnen zunehmend an Präsenz, jedoch fand kaum ein Werk einen Eingang in literarische Kanons und die Autorinnen waren marginal vertreten.
Das westliche Interesse an arabischer Frauenliteratur wurde unter anderem durch die ägyptische Feministin Nawal El Saadawi mit ihrer Veröffentlichung des Sachbuchs Al Mar’a wa-l-ǧins (1972, dt. »Frauen und Sexualität«) geweckt. Ihre kritischen Werke führten zu Zensur und Berufsverbot in Ägypten, brachten ihr aber internationale Anerkennung. Gleichzeitig wurde ihr vorgeworfen, westliche Stereotype über arabische Männer zu bedienen.
Arabische Frauenliteratur erlangte vor allem durch englische Übersetzungen internationale Aufmerksamkeit, wobei viele erfolgreiche Werke von Exilautorinnen oder Nachkommen von Migrantinnen stammen und oft in europäischen Sprachen verfasst sind.